# Вейдер, Бен
Бен Вейдер (англ. Ben Weider, произносится /wiːdər/; 1 февраля 1923, Монреаль — 17 октября 2008, Монреаль. Имя иногда пишется как Бен Вейдер) — канадо-американский тренер, сооснователь Международной Федерации Бодибилдинга (англ. International Federation of BodyBuilding, IFBB) и конкурса «Мистер Олимпия». Занимался организацией конкурсов по бодибилдингу и пропагандой спорта.

## Биография

### Ранние годы
Один из отцов-основателей современного мирового бодибилдинга Бен Вейдер родился 1 февраля 1923 года в еврейской семье выходцев из Курова Люблинской губернии (Польша) Арье-Лейба Вайдера и Анны Нудельман. У него были братья Лазарь и Джозеф, сестра Фрейда.
Его родители были эмигрантами, в Монреале не очень любили иностранцев, и это частенько выражалось в грубостях и стычках. Чтобы уметь постоять за себя, братья Вейдеры и начали заниматься боксом и тяжелой атлетикой. Упорные тренировки позволили Бену завоевать второе место на чемпионате Канады.

### Карьера
В 1942 году, в возрасте 18 лет, Бена Вейдера забрали в армию. Он попал в канадскую разведку и отслужил там 3 года. После Второй Мировой войны он вернулся в Монреаль и начал помогать своему брату Джо Вейдеру.
Братья Бен и Джо Вейдеры в 1946 году основали собственную Международную Федерацию Бодибилдинга IFBB (International Federation of Bodybuilding) которая со временем стала самой мощной и влиятельной федерацией культуризма в мире, вобрав в свою орбиту другие, менее крупные федерации.
В 1975 году Бен Вейдер был удостоен высочайшей наградой Канады — орденом за долголетнюю приверженность делу улучшения жизни граждан всего мира.
В 1984 году Бен Вейдер выдвинут на получение Нобелевской премии мира.
В 2000 году Бен Вейдер за свой вклад в изучение и популяризацию Наполеона стал Кавалером ордена Почётного легиона, а за пропаганду спорта и здорового образа жизни стал Кавалером ордена Квебека.
Бен Вейдер профессионально занимался историей, он был основателем и занимал пост первого президента Международного Наполеоновского Общества (англ. International Napoleonic Society).

### Смерть
18 октября 2008 года Бен Вейдер скончался в возрасте 85 лет.